# Seznam osebnih imen
To je razporeditveni, krovni seznam seznamov osebnih imen. 